# Muscari spreizenhoferi
Muscari spreizenhoferi là một loài thực vật có hoa trong họ Măng tây. Loài này được (Heldr. ex Osterm.) H.R.Wehrh. mô tả khoa học đầu tiên năm 1929.